# 诸葛菜
诸葛菜（学名：Orychophragmus violaceus），又名二月蓝、二月兰、紫金草，在日本被称为，为十字花科诸葛菜属植物。
- 生态环境：二月兰系一种一二年生草本植物，生长于林下阴暗处，对土壤光照等条件要求较低，耐寒旱，生命力顽强。
- 分布地域：二月兰原产于中国东部，常见于东北、华北等地区，分布于辽宁、河北、河南、山东、山西、陕西、甘肃、安徽、江苏、浙江、江西、湖北、四川、上海等省份。由于本物种在部分地区由人工引种作为观赏植物栽培，因而一定程度上扩大了本物种的分布范围。
- 特征：二月兰为一二年生草本植物，植株高度在10－50厘米左右，茎直立且仅有单一茎；基生叶和下部茎生叶羽状深裂，叶基心形，叶缘有钝齿；上部茎生叶长圆形或窄卵形，叶基抱茎呈耳状，叶缘有不整齐的锯齿状结构；总状花序顶生，花瓣中有幼细的脉纹，色蓝紫，随着花期的延续，花色逐渐转淡，最终变为白色；花瓣4枚，具长爪，爪长约3－6毫米，花瓣长度约1-2厘米；雄蕊6枚，花丝白色，花药黄色；花萼细长呈筒状，色蓝紫，萼片长3毫米左右；果实为长角果，角果的顶端有细长的喙，果实具有四条楞，内有大量细小的黑褐色种子，果实成熟后会自然开裂，弹出种子。
- 繁殖：二月兰花期始于每年的2－3月间，可延续至当年的6月，期间陆续开花不绝，果实在5－6月间陆续成熟，成熟后的果实自动弹开将内涵的种子广泛散布

## 二月兰与人类

### 食物

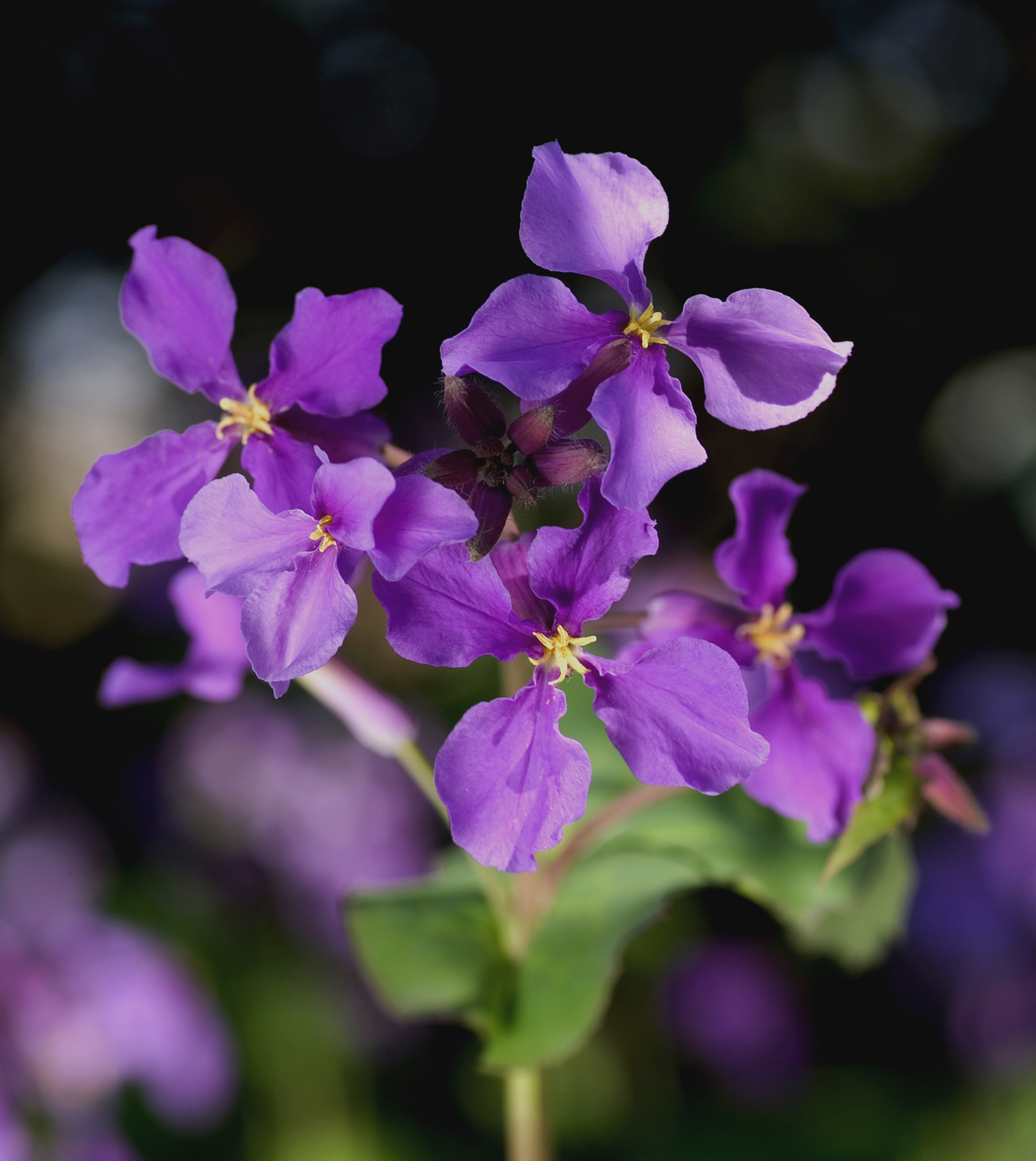
诸葛菜

二月兰是中国北方常见的一种野菜，其嫩叶和茎可食，种子收集在一起可以用于榨油，因而每到早春季节都会有喜好野味的人，进入公园或其他二月兰丛生的野地，挖掘二月兰食用，过度的采食会对二月兰的种群造成破坏。而相傳中國三國時代蜀漢丞相諸葛亮擔任軍事中郎將時，因解決糧食問題，向百姓詢問了當時名為「蔓菁」的诸葛菜種法，下令土兵開始種「蔓菁」，補充軍糧，後世便把這菜稱為「諸葛菜」。

### 绿化
二月兰是中国北方土著物种，花期长，花色淡雅，且本物种性耐寒旱、耐贫瘠，繁殖能力强无需专门养护，因而中国北方的一些园林、公园，如北京的天坛公园，在园内绿地人工收集和散播二月兰的种子，以形成二月兰花海的效果。在北京的郊区，五环路的路基和一些河道的护坡，园林部门也人工播撒二月兰等植物的种子，以进行绿化。

### 文化
二月兰是中国北方早春季节最常见的野花之一，因而朴素的二月兰常常会以一种草根阶层的姿态出现在文学作品中。以二月兰为主角的文学作品，最著名的莫过于季羡林所作的散文《二月兰》。

## 延伸阅读
[在维基数据编辑]
 《植物名實圖考·諸葛菜》，出自吳其濬《植物名實圖考》